# Panna Wodna (operetka)
Panna Wodna – operetka Jerzego Lawiny-Świętochowskiego (muzyka i teksty piosenek) w trzech aktach. Autorami libretta byli Walery Jastrzębiec-Rudnicki i Józef Słotwiński. Prapremiera odbyła się w Warszawie 2 sierpnia 1939.

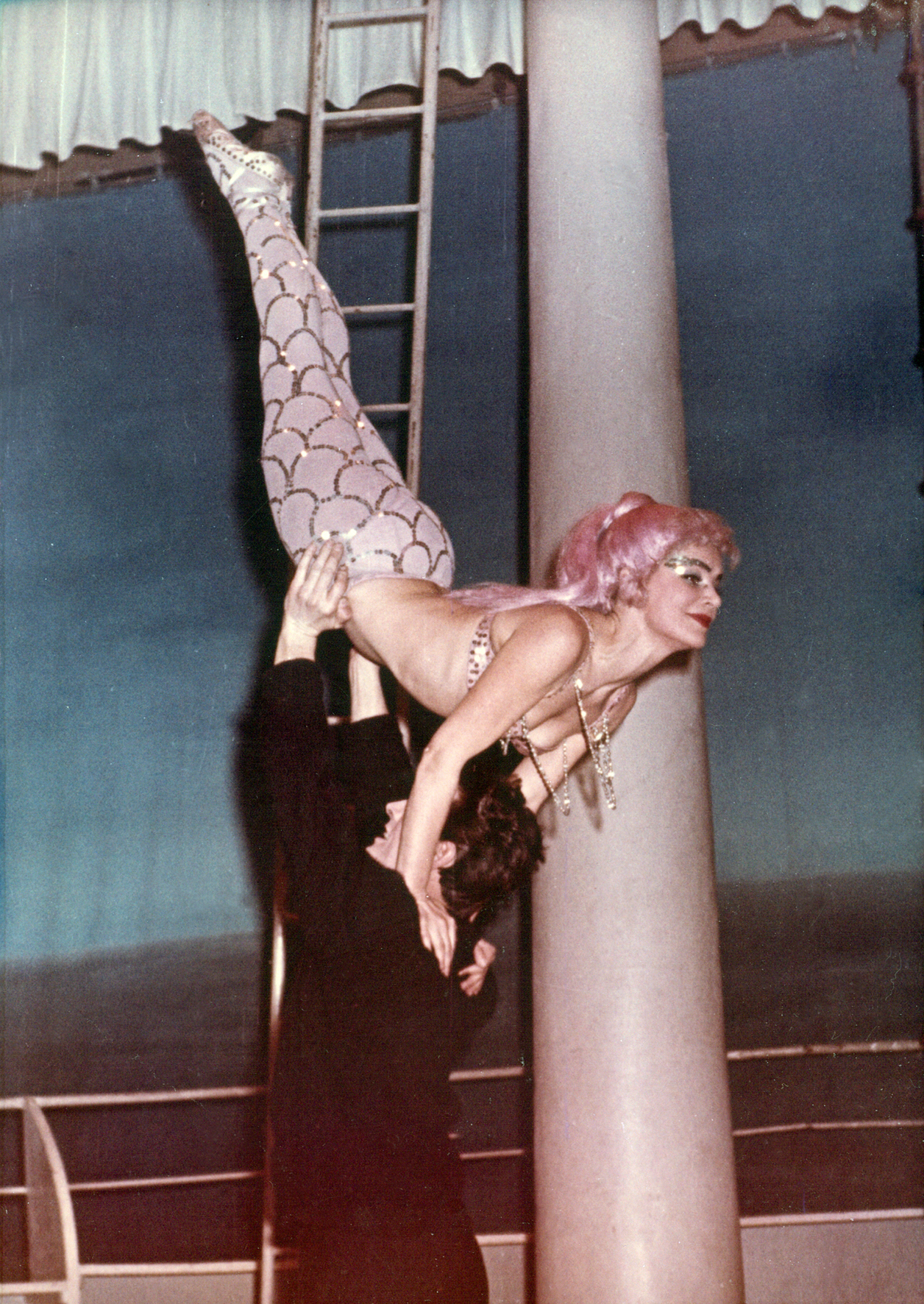
Tancerze w Pannie Wodnej (Opera i Operetka w Krakowie, 1963, reż. Beata Artemska).

## Pierwowzór
Libretto powstało w oparciu o scenariusz Juliana Krzewińskiego i Karola Bendy według pomysłu Juliana Ginsberta.

## Treść
Panna Wodna jest pierwszą polską operetką o tematyce morskiej. Akcja rozgrywa się na pokładzie statku "Panna Wodna" płynącego z Hawajów do Gdyni. Na pokładzie znajdują m.in. pasażerowie na gapę:
Mary Old Town - córka plantatora ananasów. Chcąc zawrzeć bliższą znajomość z okrętowym mechanikiem - Andrzejem, udała awarię hydroplanu w taki sposób, by skierować pojazd na ocean i trafić na okręt wraz z narzeczonym - Bobem. Bob wcześniej przyjął absurdalny (jak mu się zdawało) zakład, zgodnie z którym - jeśli w ciągu trzech tygodni znajdzie się wraz z narzeczoną i jej ojcem w Gdyni, to będzie jedynie świadkiem na jej ślubie.
Molly Gagatek - aktorka rewiowa, na skutek niepowodzeń artystycznych została bez grosza i nie ma środków na opłacenie podróży. Dostaje się jednak na statek w przebraniu kuchcika.
Molly zostaje w końcu zdemaskowana: usłyszawszy plotki o tym, jakoby Mary flirtowała z przystojnym kuchcikiem, Andrzej robi awanturę i zrywa mu czapkę. Okazuje się, że kuchcik jest dziewczyną - pasażerką na gapę. Doprowadza to do wściekłości kapitana statku, który już raz ustąpił w sprawie pozostania na statku Boba i Mary. Kapitan wydaje rozkaz: zmiana kursu i powrót na Hawaje. Tam zamierza zgodnie z przepisami wysadzić wszystkich pasażerów na gapę. Nadchodzi sztorm. Kapitan spędza go pod pokładem a gdy wychodzi, docierają do niego takie o to wiadomości: rozkaz nie został wykonany, a statek kieruje się na Gdynię. Oficjalnie marynarze tłumaczą się utratą orientacji. Dołącza się bosman, który odkrył tymczasem, że Molly jest jego zaginioną córką z trzeciego małżeństwa i nie mógł teraz pozostawić jej samej sobie w dalekim kraju. W rzeczywistości za samowolną decyzją o niewykonaniu rozkazu stoi mechanik Andrzej, który nie chciał stracić kontaktu z Mary. Zrezygnowany kapitan wybacza im niesubordynację i pragnie już tylko zakończenia pechowego rejsu. Wreszcie na horyzoncie ukazują się brzegi Gdyni. Wówczas z holownika jak gdyby nigdy nic wysiada Papa Old Town - ojciec Mary, który postanowił dołączyć do rodziny. Tym samym spełniają się warunki układu między Mary i Bobem a ich narzeczeństwo można uznać za zerwane. Mary i Andrzej mogą się w końcu połączyć. Bob postanawia poślubić Molly i zostać kierownikiem PGR-u w Polsce. Wszystko kończy się dobrze, a przez megafon słychać komunikat: Wpłynęliśmy do Gdyni, prosimy przygotować się do opuszczenia statku.

## Przedstawienia
Pannę Wodną wystawiano m.in. w:
- Operetce w Łodzi (1960, reż. Danuta Baduszkowa)
- Teatrze Muzycznym w Gdyni (1961, reż. Danuta Baduszkowa)
- Operetce w Lublinie (1962, reż. Beata Artemska i Barbara Kostrzewska)
- Operetce Warszawskiej (1962, reż. Beata Artemska)
- Miejskim Teatrze Muzycznym - Operze i Operetce w Krakowie (1963, reż. Beata Artemska)
- Operetce w Szczecinie (1965, reż. Beata Artemska)
- Teatrze Muzycznym w Poznaniu (1981, reż. Beata Artemska)